# 李道傳
李道传（1170年—1217年11月8日），字贯之，隆州井研（今四川）人，南宋政治人物，進士出身。

## 生平
宗正寺主簿李舜臣次子，南宋歷史學家李心傳大弟。早年读河南程氏书，常常到了废寝忘食的地步。庆元二年（1196年）舉進士。授利州司户参军，徙蓬州教授。嘉定二年（1209年）召为太学博士。累遷著作郎。嘉定七年（1214年）提舉江南東路常平茶鹽。入京爲兵部郎官。嘉定十年（1217年）出知果州（今四川南充），至九江時病故，享年四十八。謚文節。

## 著作
著有《江東十考》，並編有《朱子語錄》（池州刊）等書。

## 延伸阅读
[在维基数据编辑]
 《宋史·卷436》，出自脱脱《宋史》